# Merit Wager
Merit Barbara Wager, född 1946 i Finland, är en finlandssvensk debattör som innehade uppdraget som Medborgarnas flyktingombudsman, en ideell kommitté grundad på initiativ av Mauricio Rojas. Kommittén skapades år 2002 och lades ner 2007 och Merit Wager blev den enda som hade uppdraget som flyktingombudsman. Wager mottog år 2002 fondförvaltaren Bancos humanpris för sin kamp för en humanare flyktingpolitik.
Merit Wager var 2006–2010 kolumnist på Svenska Dagbladets ledarsida.